# Grzybiny Małe
Grzybiny Małe (deutsch Klein Grieben) ist ein kleiner Ort in der polnischen Woiwodschaft Ermland-Masuren und gehört zur Gmina Działdowo (Landgemeinde Soldau) im Powiat Działdowski (Kreis Soldau).

## Geographische Lage
Grzybiny Małe liegt im Südwesten der Woiwodschaft Ermland-Masuren, 39 Kilometer südlich der früheren Kreisstadt Osterode (Ostpreußen) (polnisch Ostróda) bzw. 15 Kilometer nordwestlich der heutigen Kreismetropole Działdowo (deutsch Soldau i. Ostpr.).

## Geschichte
Klein Grieben – wie der Nachbarort Groß Grieben vor 1785 Grüben genannt – bestand in seinem Ursprung lediglich aus einem sehr großen Hof und wurde 1328 erstmals erwähnt. Bis 1928 war das Vorwerk ein Wohnplatz im Gutsbezirk Groß Grieben, ab 1928 in der Landgemeinde Groß Grieben, die sich wohl seit 1929 nur noch „Grieben“ (ohne Zusatz) nannte.
Als im Jahre 1945 das ganze südliche Ostpreußen in Kriegsfolge an Polen überstellt werden musste, war auch Klein Grieben davon betroffen. Der Ort erhielt zunächst wohl die polnische Namensform „Grzybinki“, wird heute aber als „Grzybiny Małe“ bezeichnet. Es ist jetzt eine kleine Siedlung (polnisch Osada) innerhalb der Gmina Działdowo (Landgemeinde Soldau) im Powiat Działdowski (Kreis Soldau), bis 1998 der Woiwodschaft Ciechanów, seither der Woiwodschaft Ermland-Masuren zugeordnet.

## Kirche
Vor 1945 war Klein Grieben wie Groß Grieben in die evangelische Kirche Rauschken (polnisch Ruszkowo) in der Kirchenprovinz Ostpreußen der Kirche der Altpreußischen Union sowie in die römisch-katholische Kirche Gilgenburg (polnisch Dąbrówno) eingepfarrt.
Heute gehört Grybiny Małe katholischerseits zur Kirche Grzybiny ((Groß) Grieben), einer Filialgemeinde der Pfarrei Ruszkowo im heutigen Erzbistum Ermland. Evangelischerseits orientiert sich der Ort zu den Pfarreien in Działdowo (Soldau) bzw. Nidzica (Neidenburg), beide zur Diözese Masuren der Evangelisch-Augsburgischen Kirche in Polen zugehörig.

## Verkehr
Grzybiny Małe liegt an einer Nebenstraße, die die beiden Woiwodschaftsstraßen DW 538 (bei Myślęta) mit der DW 542 (bei Brzeźno Mazurskie) miteinander verbindet. Eine Anbindung an den Bahnverkehr besteht nicht.